# Lisserbroek

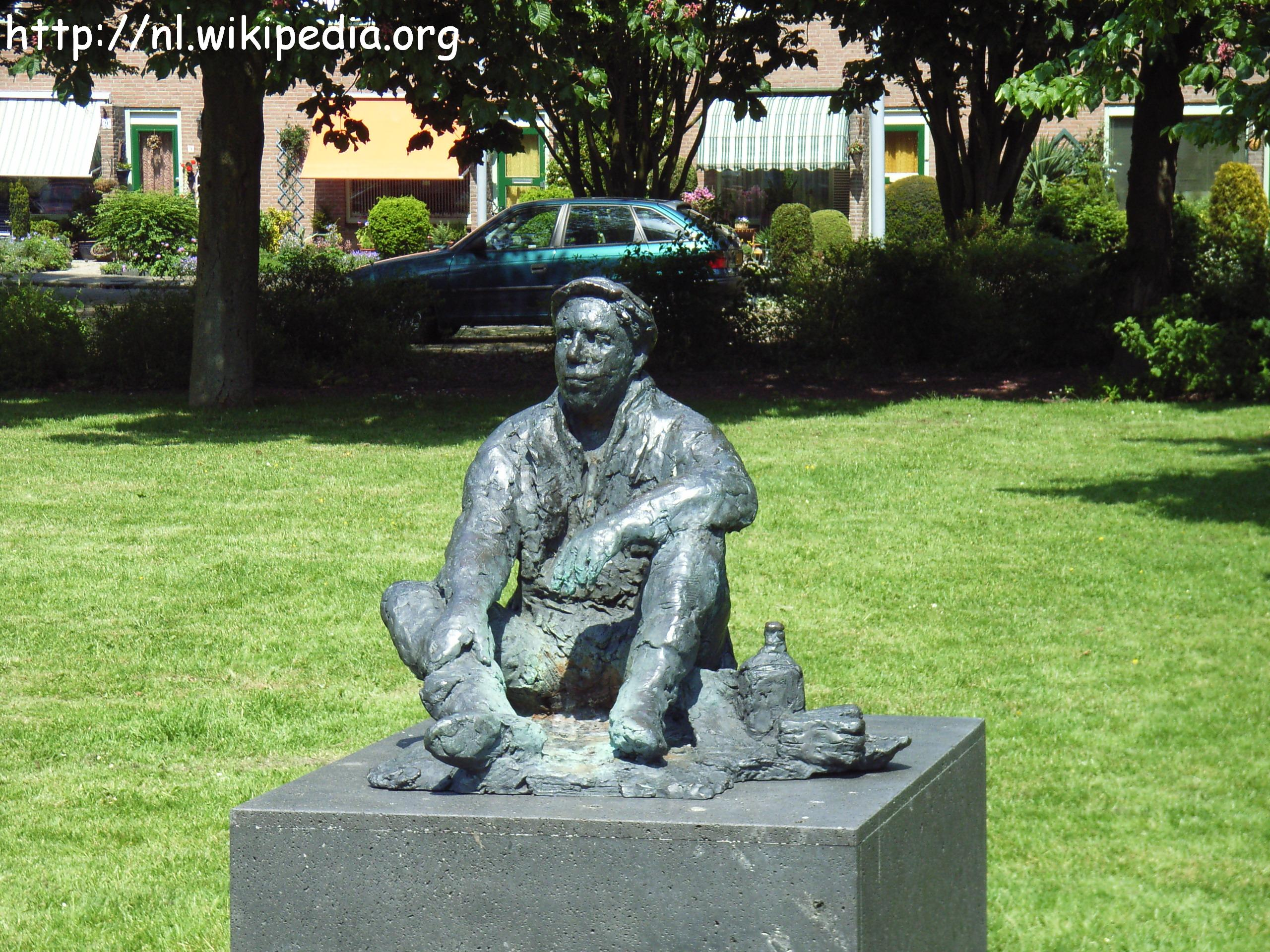
Het standbeeld van de veenarbeider staat symbool voor de eerste inwoners van Lisserbroek.

Lisserbroek is een dorp in de gemeente Haarlemmermeer in de provincie Noord-Holland. In 2023 telde het dorp 3.400 inwoners.
Het dorp ligt in het zuidwesten van de Haarlemmermeer, tegen de grens met Zuid-Holland. Lisserbroek grenst met de Lisserbrug aan Lisse, en is verder omgeven door Abbenes, Nieuw-Vennep, Beinsdorp en Buitenkaag.
De naam is afgeleid van het broeck van Lisse, dat "het moeras van Lisse" betekent. Historisch gezien klopt dit, want Lisserbroek ligt aan de rand van de Haarlemmermeer en heeft nooit permanent onder water gestaan, maar wel van tijd tot tijd. De straat Turfspoor loopt langs de rand van deze oude moerassige landtong, die vóór de inpoldering van de Haarlemmermeer het oostelijke deel vormde van de Lisserbroekpolder.
Er zijn in het dorp twee vormen van bebouwing te vinden, te weten kernbebouwing in het centrum, en lintbebouwing langs de dijk van de Ringvaart.
Na het droogmalen van de Haarlemmermeer is het dorpje gesticht door turfstekers, waarna het langzaam uitgroeide.
De meeste werkgelegenheid bevindt zich in de agrarische sector. Vooral planten- en bloemenkwekers zijn hier te vinden.

## Openbare gebouwen
Lisserbroek heeft een eigen vrijwillig brandweerkorps. Het dorp kent verder een basisschool (De Reiger) en een dorpshuis, De Meerkoet genaamd. Voor jongeren is er een Jongeren Ontmoetings Plek (JOP) op het dorpsplein, en verder een basketbalveld, een speeltuintje, skatebaan en een volleybalveld.

## Sport
Lisserbroek kent een voetbalvereniging, Kagia en een tennisvereniging TV Lisserbroek. Daarnaast is er een dartclub, sjoelclub, biljartclub en een koersbalvereniging. Ook is er een bridgevereniging,'De Meerbridgers'.
De schaats- en skeelervereniging IJsclub & Skeelerclub Lisserbroek e.o. werd in 1907 opgericht. Dit is een relatief grote vereniging, omdat ook veel inwoners van omliggende plaatsen in Lisserbroek komen schaatsen, wegens de voortreffelijke ijsbaan hier. Buiten de winter is de ijsbaan in gebruik als skeelerbaan waar soms officiële wedstrijden worden verreden. Het schaatsplezier bleef niet onbeloond. Tijdens de Elfstedentocht van 1956 kwam Maus Wijnhout uit Lisserbroek samen met vier anderen als eerste over de finish. Er werd echter geen winnaar aangewezen, omdat het wedstrijdreglement na twee gedeelde overwinningen in 1933 en 1940 was aangepast, en bepaalde dat gelijktijdig finishen was verboden.

## Onderwijs
- De Reiger, rooms-katholieke basisschool
- De Zilvermeeuw, openbare basisschool (gesloten in 2022)